# Militärflugzeug
Militärflugzeuge sind Flugzeuge von Streitkräften mit Eigenschaften oder Kennzeichen für die militärische Nutzung.

## Definition
Militärflugzeuge sind Luftfahrzeuge und gleichzeitig Bestandteil der Militärfahrzeuge. Daher gelten Militärflugzeuge gemeinsam die Vorgaben aus der Systematik der Luftfahrzeuge und der Definition der Militärfahrzeuge

## Überblick zu Militärflugzeugen
Folgende Arten werden meist den Militärflugzeugen zugeordnet:
- Jagdflugzeug: Luftüberlegenheitsjäger, Abfangjäger
- Jagdbomber: Mehrzweckkampfflugzeug
- Bomber: Strategischer Bomber
- Erdkampfflugzeug, auch Schlachtflugzeug genannt, Gunship
- Tankflugzeug
- Schulflugzeug
- Transportflugzeug
- Aufklärungsflugzeug: Frühwarnflugzeug, Seeaufklärer
- Verbindungsflugzeug
- Trägergestützte Flugzeuge
- Unbemanntes Luftfahrzeug (Drohne)

Bewaffnete Militärflugzeuge werden als Kampfflugzeug bezeichnet, dies trifft im Allgemeinen auf die ersten Vier zu.
Ballons waren die ersten Luftfahrzeuge, die vom Militär zu Aufklärungszwecken (Artillerie-Feuerleitung) benutzt wurden. Ebenso wurden zunächst Zeppeline als Bomber eingesetzt.
Schon bald nach dem Erstflug des Motorflugzeugs der Gebrüder Wright 1903 zeigte das Militär Interesse an den schnelleren und wendigeren Flugzeugen zu Aufklärungszwecken. Der Erste Weltkrieg beschleunigte die Entwicklung des Militärflugzeuges enorm. Nachdem zunächst unbewaffnete Aufklärungsflugzeuge die feindlichen Stellungen erkundeten, wurde, durch den Einbau von Maschinengewehren, das Jagdflugzeug geschaffen. Durch weiteren Umbau und Vergrößerung wurde eine weitere Flugzeuggattung entworfen, die sog. Bomber. Diese konnten nun, entsprechend ihrer Namensgebung, auch Bomben abwerfen.
Militärflugzeuge werden bei der deutschen Bundeswehr von der Luftwaffe und der Marine eingesetzt.
Militärflugzeuge sind an gut sichtbaren Stellen mit Hoheitszeichen markiert; diese heißen Kokarde oder 'Flugzeugkokarde'. Früher wurden die Luftkämpfe "auf Sicht" ausgetragen.  Seit langem haben Militärflugzeuge eine elektronische Freund-Feind-Erkennung. So wird Friendly Fire vermieden.